# Systenus vasilii
Systenus vasilii är en tvåvingeart som beskrevs av Grichanov 2002. Systenus vasilii ingår i släktet Systenus och familjen styltflugor.
Artens utbredningsområde är Israel. Inga underarter finns listade i Catalogue of Life.